# پروتئین STAT
خانوادهٔ پروتئین‌های ترارسانندهٔ پیام و فعال‌کنندهٔ رونویسی (انگلیسی: Signal transducer and activator of transcription protein family) که به‌اختصار بدان‌ها «STAT protein» می‌گویند، پروتئین‌هایی هستند که در واقع، فاکتور رونویسی داخل‌سلولی بوده و کارشان میانجی‌گری و حضور در ایمنی، رشد، تمایز و آپوپتوز سلول‌هاست.
این پروتئین‌ها توسط جانوس کیناز (JAK) فعال می‌شوند و هرگونه اختلال تنظیمی در این مسیر پیغام‌رسانی، منجر به افزایش احتمال بروز تومور می‌شود و آنژیوژنز (رَگ‌زایی) را تشدید می‌کند که این موضوع نیز به‌نوبهٔ خود منجر به افزایش بقای تومور و سرکوب دستگاه ایمنی بدن می‌شود.
پژوهش‌های مبتنی بر سرکوب ژن نشان داده‌است که پروتئین‌های STAT در تکامل و عملکرد دستگاه ایمنی، تحمل ایمنی و بقای تومور نقش دارند.